# Transport for Wales (operador ferroviario)
Transport for Wales Rail Limited, con las marcas Transport for Wales y TfW Rail (en galés: Trafnidiaeth Cymru y TrC Trenau), es un operador ferroviario galés de propiedad pública, una subsidiaria de Transport for Wales (TfW ). La empresa es propiedad del Gobierno de Gales. Comenzó las operaciones de los servicios diarios de la franquicia Wales & Borders el 7 de febrero de 2021, como operadora de último recurso, sucediendo a la compañía KeolisAmey Wales. Gestiona 248 estaciones del National Rail, incluidas las 223 existentes en Gales, y opera todos los recorridos ferroviarios principales de pasajeros totalmente dentro de Gales, y los servicios desde Gales, Chester y Shrewsbury a Liverpool, Mánchester, la estación del Aeropuerto de Mánchester, Crewe, Birmingham, Bidston y Cheltenham .

## Historia
En mayo de 2018, Transport for Wales otorgó la franquicia Wales & Borders a la compañía KeolisAmey Wales. Una vez suscrito un contrato de 15 años de duración, la compañía comenzó a prestar servicio en octubre de 2018.
Tras un colapso en los ingresos y una reducción significativa en el número de pasajeros como resultado de la pandemia del COVID-19, la franquicia original se volvió financieramente inviable. El 7 de febrero de 2021, Transport for Wales Rail Limited, operador de último recurso del Gobierno de Gales, sucedió a KeolisAmey Wales como operador de la franquicia Wales & Borders. KeolisAmey y Transport for Wales continuarán su asociación para mejorar la red, y Amey Infrastructure Wales (AIW) continuará participando en la entrega de algunos proyectos clave como las Líneas de Core Valley.

## Servicios
En diciembre de 2022, Transport for Wales Rail operaba los siguientes servicios regulares de lunes a viernes:
| Norte de Gales al Sur de Gales                              | Norte de Gales al Sur de Gales | Norte de Gales al Sur de Gales |
| Ruta                                                        | tpd                            | Paradas |
| ----------------------------------------------------------- | ------------------------------ | --- |
| Holyhead a Cardiff Central                                  | 8                              | - Valley, Rhosneigr, Tŷ Croes, Bodorgan, Llanfairpwll, Bangor, Llanfairfechan, Penmaenmawr, Conwy, Llandudno Junction, Colwyn Bay, Abergele & Pensarn, Rhyl, Prestatyn, Flint, Shotton, Chester, Wrexham General, Ruabon, Chirk, Gobowen, Shrewsbury, Church Stretton, Craven Arms, Ludlow, Leominster, Hereford, Abergavenny, Pontypool y New Inn, Cwmbran, Newport |
| Marches, Oeste de Gales, Líneas Crewe-Shrewsbury y Swanline |                                | |
| Ruta                                                        | tph                            | Paradas |
| Mánchester Piccadilly a Cardiff Central                     | 1                              | - Stockport, Wilmslow, Crewe, Nantwich, Wrenbury, Whitchurch, Prees, Wem, Yorton, Shrewsbury, Church Stretton, Craven Arms, Ludlow, Leominster, Hereford, Abergavenny, Pontypool y New Inn, Cwmbran, Newport - 6 trenes por día se prolongan hasta Swansea con paradas en - Bridgend, Port Talbot Parkway y Neath , - de los cuales 5 se prolongan hasta Carmarthen con paradas en - Gowerton, Llanelli, Pembrey y Burry Port, Kidwelly y Ferryside , - y 1 tpd prolongado hasta Tenby con paradas en - Whitland, Narberth, Kilgetty y Saundersfoot . |
| Swansea a Fishguard Harbour                                 | 4tpd                           | - Gowerton, Llanelli, Pembrey y Burry Port, Kidwelly, Ferryside, Carmarthen, Whitland, Clunderwen, Clarbeston Road, Fishguard y Goodwick |
| Cardiff Central a Milford Haven                             | 1tp2h                          | - Bridgend, Port Talbot Parkway, Neath, Swansea, Gowerton, Llanelli, Pembrey y Burry Port, Kidwelly, Ferryside, Carmarthen, Whitland, Clunderwen, Clarbeston Road, Haverfordwest, Johnston - 5 trenes por día desde Cardiff prolongados hasta Mánchester Piccadilly, con paradas en Newport, Cwmbran, Pontypool y New Inn (2tpd), Abergavenny, Hereford, Leominster, Ludlow, Craven Arms, Church Stretton, Shrewsbury, Nantwich, Crewe, Wilmslow, y Stockport.                                                                                        |
| Swansea a Pembroke Dock                                     | 1tp2h                          | - Gowerton, Llanelli, Pembrey y Burry Port, Kidwelly, Ferryside, Carmarthen, Whitland, Narberth, Kilgetty, Saundersfoot, Tenby, Penally, Manorbier, Lamphey, Pembroke |
| Cardiff Central a Swansea                                   | 1                              | - Pontyclun, Llanharan, Pencoed, Bridgend, Pyle, Port Talbot Parkway, Baglan (Neath Port Talbot), Briton Ferry, Neath, Skewen, Llansamlet |
| Crewe a Shrewsbury                                          | 1tp2h                          | - Nantwich, Wrenbury, Whitchurch, Prees, Wem, Yorton |
| Línea de Cambria                                            |                                | |
| Ruta                                                        | tph                            | Paradas |
| Birmingham International a Aberystwyth                      | 1tp2h                          | - Birmingham New Street, Sandwell & Dudley, Wolverhampton, Telford Central, Wellington, Shrewsbury, Welshpool, Newtown, Caersws, Machynlleth, Dovey Junction, Borth, Bow Street |
| Machynlleth a Pwllheli                                      | 1tp2h                          | - Dovey Junction, Penhelig, Aberdovey, Tywyn, Tonfanau, Llwyngwril, Fairbourne, Morfa Mawddach, Barmouth, Llanaber, Talybont, Dyffryn Ardudwy, Llanbedr, Pensarn, Llandanwg, Harlech, Tygwyn, Talsarnau, Llandecwyn, Penrhyndeudraeth, Minffordd, Porthmadog, Criccieth, Penychain, Abererch |
| Línea Heart of Wales                                        |                                | |
| Ruta                                                        | tpd                            | Paradas |
| Shrewsbury a Swansea                                        | 5                              | - Church Stretton, Craven Arms, Broome, Hopton Heath, Bucknell, Knighton, Knucklas, Llangynllo, Llanbister Road, Dolau, Pen-y-Bont, Llandrindod, Builth Road, Cilmeri, Garth, Llangammarch, Llanwrtyd, Sugar Loaf, Cynghordy, Llandovery, Llanwrda, Llangadog, Llandeilo, Ffairfach, Llandybie, Ammanford, Pantyffynnon, Pontarddulais, Llangennech, Bynea, Llanelli, Gowerton |
| Línea de la Costa Norte de Gales                            |                                | |
| Ruta                                                        | tph                            | Paradas |
| Birmingham International a Holyhead                         | 1tp2h                          | - Birmingham New Street, Sandwell & Dudley, Wolverhampton, Bilbrook, Codsall, Albrighton, Cosford, Shifnal, Telford Central, Oakengates, Wellington, Shrewsbury, Gobowen, Chirk, Ruabon, Wrexham General, Chester, Shotton, Flint, Prestatyn, Rhyl, Abergele & Pensarn, Colwyn Bay, Llandudno Junction, Conwy, Penmaenmawr, Llanfairfechan, Bangor, Llanfairpwll, Bodorgan, Ty Croes, Rhosneigr, Valley |
| Línea de Conwy Valley                                       |                                | |
| Ruta                                                        | tpd                            | Paradas |
| Llandudno a Blaenau Ffestiniog                              | 6                              | - Deganwy, Llandudno Junction, Glan Conwy, Tal-y-Cafn, Dolgarrog, North Llanrwst, Llanrwst, Betws-y-Coed, Pont-y-Pant, Dolwyddelan, Roman Bridge |
| Línea de Borderlands                                        |                                | |
| Ruta                                                        | tph                            | Paradas |
| Bidston a Wrexham Central                                   | 1                              | - Upton, Heswall, Neston, Hawarden Bridge, Shotton, Hawarden, Buckley, Penyffordd, Hope, Caergwrle, Cefn-y-Bedd, Gwersyllt, Wrexham General |
| Llandudno-Mánchester, Chester-Crewe, y Liverpool-Wrexham    |                                | |
| Ruta                                                        | tph                            | Paradas |
| Llandudno a Aeropuerto de Mánchester                        | 1                              | - Deganwy, Llandudno Junction, Colwyn Bay, Abergele & Pensarn, Rhyl, Prestatyn, Flint, Shotton, Chester, Helsby, Frodsham, Runcorn East, Warrington Bank Quay, Earlestown, Newton-le-Willows, Mánchester Oxford Road, Mánchester Piccadilly, East Didsbury |
| Chester a Crewe                                             | 1                              | Servicio lanzadera |
| Liverpool Lime Street a Wrexham General                     | 1tp2h                          | - Liverpool South Parkway, Runcorn, Frodsham, Helsby, Chester |
| Maesteg-Cheltenham                                          |                                | |
| Ruta                                                        | tph                            | Paradas |
| Maesteg a Cheltenham Spa                                    | 1                              | - Maesteg (Ewenny Road), Garth, Tondu, Sarn, Wildmill, Bridgend, Pencoed, Llanharan, Pontyclun, Cardiff Central, Newport, Severn Tunnel Junction, Caldicot, Chepstow, Lydney, Gloucester |
| Ferrocarril de Ebbw Valley                                  |                                | |
| Ruta                                                        | tph                            | Paradas |
| Ebbw Vale Town a Cardiff Central                            | 1                              | - Ebbw Vale Parkway, Llanhilleth, Newbridge, Crosskeys, Risca y Pontymister, Rogerstone, Pye Corner |
| Crosskeys a Newport                                         | 1                              | - Risca y Pontymister, Rogerstone, Pye Corner |
| Línea de Rhondda                                            |                                | |
| Ruta                                                        | tph                            | Paradas |
| Cardiff Central a Treherbert                                | 2                              | - Cardiff Queen Street, Cathays, Llandaf, Radyr, Taffs Well, Trefforest Estate, Trefforest, Pontypridd, Trehafod, Porth, Dinas Rhondda, Tonypandy, Llwynypia, Ystrad Rhondda, Ton Pentre, Treorchy, Ynyswen |
| Líneas de Merthyr, Rhymney, y Vale of Glamorgan             |                                | |
| Ruta                                                        | tph                            | Paradas |
| Barry Island a Aberdare                                     | 2                              | - Barry, Barry Docks, Cadoxton, Dinas Powys, Eastbrook, Cogan, Grangetown, Cardiff Central, Cardiff Queen Street, Cathays, Llandaf, Radyr, Taffs Well, Trefforest Estate, Trefforest, Pontypridd, Abercynon, Penrhiwceiber, Mountain Ash, Fernhill, Cwmbach |
| Barry Island a Merthyr Tydfil                               | 1                              | - Barry, Barry Docks, Cadoxton, Dinas Powys, Eastbrook, Cogan, Grangetown, Cardiff Central, Cardiff Queen Street, Cathays, Llandaf, Radyr, Taffs Well, Trefforest Estate, Trefforest, Pontypridd, Abercynon, Quakers Yard, Merthyr Vale, Troed-y-rhiw, Pentre-bach |
| Bridgend a Merthyr Tydfil                                   | 1                              | - Llantwit Major, Rhoose Cardiff International Airport, Barry, Barry Docks, Cadoxton, Dinas Powys, Eastbrook, Cogan, Grangetown, Cardiff Central, Cardiff Queen Street, Cathays, Llandaf, Radyr, Taffs Well, Trefforest Estate, Trefforest, Pontypridd, Abercynon, Quakers Yard, Merthyr Vale, Troed-y-rhiw, Pentre-bach |
| Penarth a Bargoed                                           | 2                              | - Dingle Road, Grangetown, Cardiff Central, Cardiff Queen Street, Heath High Level, Llanishen, Lisvane y Thornhill, Caerphilly, Aber, Energlyn & Churchill Park, Llanbradach, Ystrad Mynach, Hengoed, Pengam |
| Penarth a Rhymney                                           | 2                              | - Dingle Road, Grangetown, Cardiff Central, Cardiff Queen Street, Heath High Level, Llanishen, Lisvane y Thornhill, Caerphilly, Aber, Energlyn & Churchill Park, Llanbradach, Ystrad Mynach, Hengoed, Pengam, Bargoed, Brithdir, Tir-Phil, Pontlottyn |
| Líneas urbanas de Coryton y Cardiff                         |                                | |
| Ruta                                                        | tph                            | Paradas |
| Radyr a Coryton                                             | 2                              | - Danescourt, Fairwater, Waun-gron Park, Ninian Park, Cardiff Central, Cardiff Queen Street, Heath Low Level, Ty Glas, Birchgrove, Rhiwbina, Whitchurch |
| Línea del ramal de Butetown                                 |                                | |
| Ruta                                                        | tph                            | Paradas |
| Cardiff Queen Street a Cardiff Bay                          | 5                              | Servicio lanzadera |

1. 1 2 3 4 5 6 7 8 9 10 11 12 13 14 15 16 17 18 19 20 21 22 23 24 25 26 27 28 29 30 31 32 33 34 35 36 37 38 39 40 41 42 43 44 45 46 47 48 49 50 51 52 53 54 55 56 57 58 59 60 61 62 63 64 65 66 67 68 69 70 71 72 73 74 75 76 77 78 79 80 81 82 83  Parada a demanda

1. 1 2 3 4 5 6  Servicio limitado

## Material rodante
Transport for Wales Rail heredó de KeolisAmey Wales una flota de unidades múltiples diésel de las clases 143, 150, 153, 158, 170 y 175, unidades múltiples diésel-batería-eléctricas de la Clase 230, unidades múltiples bimodales de la Clase 769 y composiciones Mark 4 y DVT con una asignación de locomotoras de la Clase 67.
Los Pacers de clase 143, que no cumplían con las condiciones exigibles para las personas de movilidad reducida (PRM), se retiraron el 29 de mayo de 2021 cuando finalizó la fecha de su exención de estas condiciones.
Las unidades múltiples diésel de las clases 197 y 231, las unidades múltiples trimodales de la Clase 756 y los trenes-tranvía de la Clase 398 reemplazarán a las unidades de las clases 150, 153, 158, 175 y 769 para 2023.
| Familia                                     | Clase                                       | Imagen                                      | Tipo                                        | Velocidad máxima                            | Velocidad máxima                            | Coches                                      | Número                                      | Rutas operadas | Construcción                                |
| Familia                                     | Clase                                       | Imagen                                      | Tipo                                        | mph                                         | km/h                                        | Coches                                      | Número                                      | Rutas operadas | Construcción                                |
| Material rodante arrastrado por locomotoras | Material rodante arrastrado por locomotoras | Material rodante arrastrado por locomotoras | Material rodante arrastrado por locomotoras | Material rodante arrastrado por locomotoras | Material rodante arrastrado por locomotoras | Material rodante arrastrado por locomotoras | Material rodante arrastrado por locomotoras | Material rodante arrastrado por locomotoras | Material rodante arrastrado por locomotoras |
| ------------------------------------------- | ------------------------------------------- | ------------------------------------------- | ------------------------------------------- | ------------------------------------------- | ------------------------------------------- | ------------------------------------------- | ------------------------------------------- | --- | ------------------------------------------- |
| Premier Service                             | 67                                          |                                             | Locomotora diésel                           | 125                                         | 200                                         | -                                           | 6                                           | - Servicio inter-city desde Gales del Norte hasta Gales del Sur: Holyhead-Cardiff Central - Ahora en servicio con los British Rail Mark 4                                                                                                   | 1999-2000                                   |
| InterCity 225                               | Mark 4                                      |                                             | Coche                                       | 140                                         | 225                                         | 4 or 5                                      | 37                                          | - Servicio inter-city desde Gales del Norte hasta Gales del Sur: Holyhead-Cardiff Central - Para circular como 7 x 4 o 5 coches + DVT con un DVT de repuesto, SV y TOE                                                                      | 1989-1992                                   |
| InterCity 225                               | Driving Van Trailer                         |                                             | Coche cabina                                | 140                                         | 225                                         | 1                                           | 8                                           | - Servicio inter-city desde Gales del Norte hasta Gales del Sur: Holyhead-Cardiff Central - Para circular como 7 x 4 o 5 coches + DVT con un DVT de repuesto, SV y TOE                                                                      | 1989-1992                                   |
| Unidades diésel múltiples                   |                                             |                                             |                                             |                                             |                                             |                                             |                                             | |                                             |
| Sprinter                                    | 150/2                                       |                                             | UDM                                         | 75                                          | 121                                         | 2                                           | 36                                          | - Líneas locales de Valley & Cardiff - Heart of Wales/Oeste de Gales - Servicios regionales entre el Sur y el Oeste de Gales, Noroeste de Inglaterra y el Sudoeste de Inglaterra                                                            | 1987                                        |
| Sprinter                                    | 153 Super Sprinter                          |                                             | UDM                                         | 75                                          | 121                                         | 1                                           | 26                                          | - Líneas locales de Valley & Cardiff - Heart of Wales/Oeste de Gales - Servicios regionales entre el Sur y el Oeste de Gales, Noroeste de Inglaterra y el Sudoeste de Inglaterra                                                            | 1987-1988                                   |
| Sprinter                                    | 153 Super Sprinter                          |                                             |                                             |                                             |                                             |                                             |                                             | |                                             |
| Sprinter                                    | 158/0 Express Sprinter                      |                                             | UDM                                         | 90                                          | 145                                         | 2                                           | 24                                          | - Línea de Cambria - Líneas del Oeste de Gales - Línea de la Costa Norte de Gales - Línea de Shrewsbury-Chester - Servicios regionales entre Gales del Sur y Gales del Norte, y entre el Noroeste de Inglaterra y el Sudoeste de Inglaterra | 1989-1992                                   |
| Sprinter                                    | 158/0 Express Sprinter                      |                                             |                                             |                                             |                                             |                                             |                                             | |                                             |
| Bombardier Turbostar                        | 170/2                                       |                                             | UDM                                         | 100                                         | 161                                         | 3                                           | 3                                           | - Línea de Maesteg - Ferrocarril de Ebbw Valley - Línea Principal de Gales del Sur | 1999                                        |
| Bombardier Turbostar                        | 170/2                                       |                                             |                                             |                                             |                                             |                                             |                                             | |                                             |
| Alstom Coradia                              | 175/0 & 175/1 Coradia 1000                  |                                             | UDM                                         | 100                                         | 161                                         | 2                                           | 8                                           | - Servicios regionales entre Gales del Norte, Gales del Sur y Gales del Oeste e Inglaterra | 1999-2001                                   |
| Alstom Coradia                              | 175/0 & 175/1 Coradia 1000                  | 3                                           | UDM                                         | 100                                         | 161                                         | 14                                          |                                             | - Servicios regionales entre Gales del Norte, Gales del Sur y Gales del Oeste e Inglaterra | 1999-2001                                   |
| Alstom Coradia                              | 175/0 & 175/1 Coradia 1000                  |                                             |                                             |                                             |                                             |                                             |                                             | |                                             |
| Civity                                      | 197                                         |                                             | UDM                                         | 100                                         | 161                                         | 2                                           | 51                                          | - Línea de Conwy Valley - Servicios regionales entre Gales del Norte, Gales del Sur y Gales del Oeste e Inglaterra | Desde 2020                                  |
| Civity                                      | 197                                         | 3                                           | UDM                                         | 100                                         | 161                                         | 26                                          |                                             | - Línea de Conwy Valley - Servicios regionales entre Gales del Norte, Gales del Sur y Gales del Oeste e Inglaterra | Desde 2020                                  |
| Civity                                      | 197                                         |                                             |                                             |                                             |                                             |                                             |                                             | |                                             |
| Unidad diésel múltiple                      |                                             |                                             |                                             |                                             |                                             |                                             |                                             | |                                             |
| Stadler FLIRT                               | 231                                         |                                             | DEMU                                        | 90                                          | 145                                         | 4                                           | 11                                          | - Líneas de Valley (Línea de Rhymney y al sur hacia Penarth vía la Línea de Vale of Glamorgan) | 2020-2022                                   |
| Stadler FLIRT                               | 231                                         |                                             |                                             |                                             |                                             |                                             |                                             | |                                             |
| Unidad múltiple bi-modal                    |                                             |                                             |                                             |                                             |                                             |                                             |                                             | |                                             |
| Vivarail D-Train                            | 230                                         |                                             | BMU                                         | 60                                          | 97                                          | 3                                           | 5                                           | - Línea de Borderlands | 2019-2020                                   |
| Vivarail D-Train                            | 230                                         |                                             |                                             |                                             |                                             |                                             |                                             | |                                             |

### Futura flota
Toda la flota temporal adicional y heredada de KeolisAmey Wales de Transport for Wales Rail se reemplazará para 2023 (con la excepción de las locomotoras Clase 67).

#### Cascadas y reformas

##### Composiciones de coches Mark 4 arrastrados por locomotoras de la Clase 67
Se han adaptado seis locomotoras de la Clase 67 para trabajar con tres composiciones, cada una compuesta por cuatro coches Mark 4 y un Driving Van Trailer Mark 4, que reemplazará al parque de coches Mark 3 utilizados anteriormente en los servicios de trenes arrastrados por locomotoras. Los doce coches y los tres DVT pudieron conectarse en cascada desde el Ferrocarril del Noreste de Londres, como resultado de la introducción de los trenes de la Clase 800 y de la Clase 801 en la Línea Principal de la Costa Este. Los coches Mark 4 han conservado la librea de Virgin Trains East Coast, pero con la rotulación de Transport for Wales. Los coches Mark 4 Driving Van Trailers se volverían a pintar con la nueva librea de Transport for Wales. Cuatro de las seis locomotoras de la Clase 67 han sido repintadas con los colores de TfW Rail, que presentó los conjuntos Mark 4 en junio de 2021 en los servicios de Cardiff a Holyhead, y a partir de diciembre de 2022 operaron servicios entre Swansea y Mánchester utilizando trenes que el operador Grand Central había previsto que se usaran en la ruta de Blackpool. Las tres composiciones Mark 4 se conservaron y permanecieron en las rutas en las que trabajaban desde su fecha de introducción en los servicios de TfW Rail.

#### Clase 153
Estaba previsto que TfW Rail conservara ocho unidades de la Clase 153 para operar servicios en la Línea Heart of Wales.

#### Clase 170
Las 12 unidades de la Clase 170 se transferirán al Ferrocarril del Este de Midlands. Todas las unidades de dos vagones de TfW Rail ya se trasladaron al Ferrocarril del Este de Midlands y las unidades de tres coches se debieron de producir en la primavera de 2023.

#### Nuevos trenes
Para el reemplazo de la flota a más largo plazo, se introducirán 148 trenes nuevos, incluidos 77 trenes CAF Civity (Clase 197), 35 trenes FLIRT (Clase 231 y Clase 756) y 36 trenes de tranvía Citylink (Clase 398). La incorporación de estos trenes a la flota, de 2021 a 2024 pero principalmente en 2022-23, permitirá retirar las 109 (en total) unidades de las clases 150, 153 (13 para entonces), 158, 175 y 769.

#### Clase 197Civity
Se han encargado un total de 77 unidades múltiples diésel Clase 197 Civity a CAF para las rutas de larga distancia. Estos trenes tendrán pasarelas en los extremos, pero menos baños que las DMU Clase 158 y Clase 175 a las que reemplazan. Sin embargo, serán trenes más rápidos, con motores más potentes y transmisiones más eficientes para una mejor aceleración, así como una velocidad máxima más alta que la Clase 158. Cincuenta y una unidades de la Clase 197 serán de dos coches y las otras 26 de tres.
CAF realizará la fabricación, soldadura y pintura de la flota Clase 197 en su factoría de Beasáin, España. La primera carrocería había superado en gran medida esta etapa el 12 de febrero de 2020, cuando fue fotografiada en la fábrica de Beasáin. A continuación, las carrocerías pintadas se enviarán a Newport, Gales del Sur, para su posterior montaje/adaptación de componentes en el nuevo factoría de Llanwern de CAF.

#### Clase 230D-Train

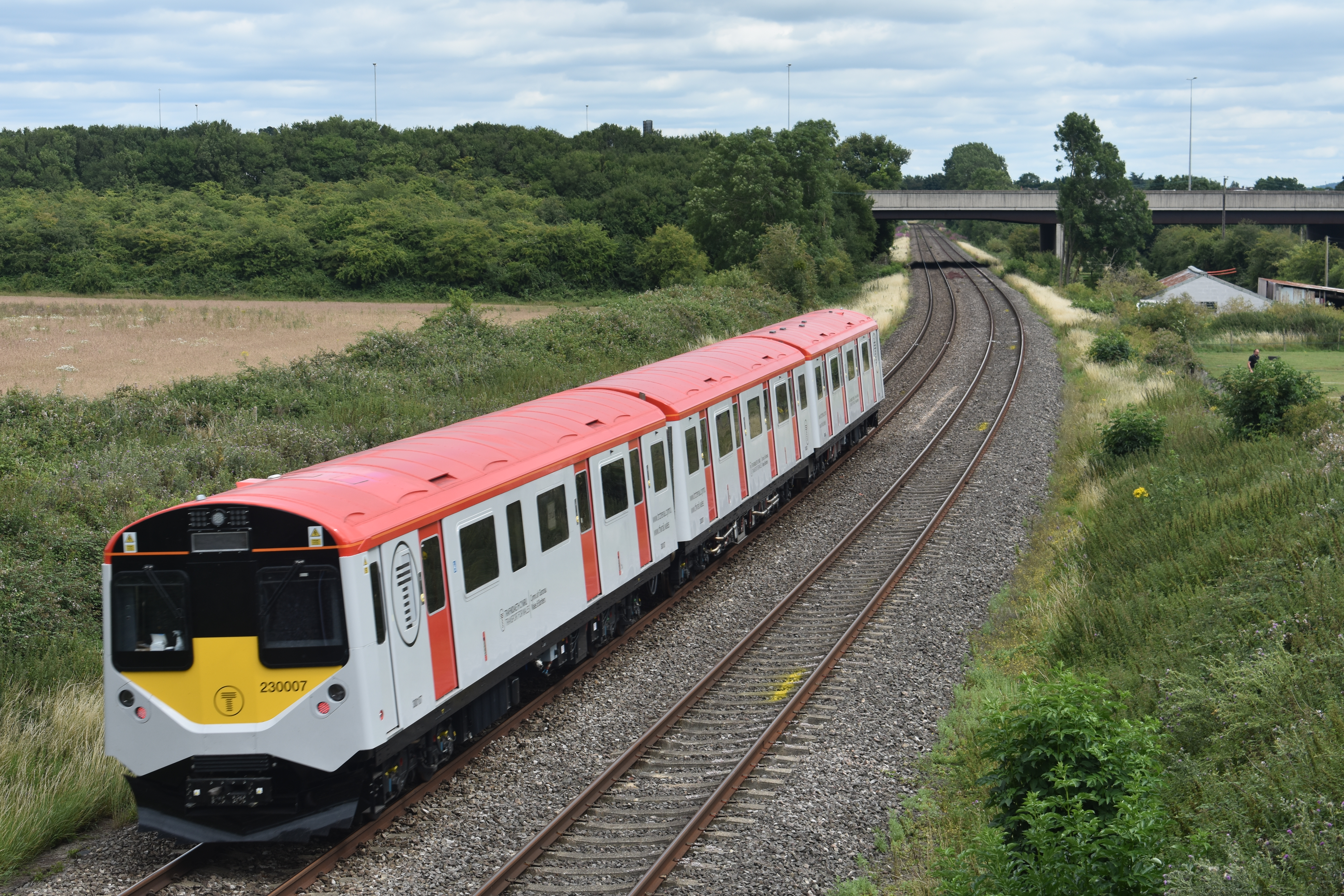
TfW Rail Clase 230 en fase de ensayo antes de su entrega

Se esperaba que cinco unidades múltiples D-Train Clase 230 diésel y eléctricas con baterías entraran en servicio a partir de mayo de 2022. Estas unidades serían construidas en Inglaterra a partir de antiguas carrocerías de aluminio de los trenes London Underground D78 Stock por el fabricante de material rodante Vivarail entre 2019 y 2020. La entrada en servicio estaba prevista para el segundo trimestre de 2023. A principios de abril de 2023, los trenes de la Clase 230 entraron en servicio en la Línea de Borderlands.

#### Clase 756/231FLIRTy Clase 398Citylink
Además, se han pedido un total de 35 unidades Stadler FLIRT (que consisten en 24 trenes Clase 756 tri-modo - 7 unidades de tres coches y 17 unidades de cuatro coches - y 11 de la Clase 231 diésel-eléctrico), junto con 36 Clase 398 Stadler Citylink tren-tranvía. Se producirán en la fábrica de Stadler en Szolnok, Hungría, y se ensamblarán en su planta de Bussnang, Suiza.

#### Resumen de la flota futura
| Familia                 | Clase                   | Imagen                  | Tipo                    | Velocidad máxima        | Velocidad máxima        | Coches                  | Número                                                                                 | Rutas operadas                                                      | Construcción            | En servicio             |
| Familia                 | Clase                   | Imagen                  | Tipo                    | mph                     | km/h                    | Coches                  | Número                                                                                 | Rutas operadas                                                      | Construcción            | En servicio             |
| Tri-mode multiple units | Tri-mode multiple units | Tri-mode multiple units | Tri-mode multiple units | Tri-mode multiple units | Tri-mode multiple units | Tri-mode multiple units | Tri-mode multiple units                                                                | Tri-mode multiple units                                             | Tri-mode multiple units | Tri-mode multiple units |
| ----------------------- | ----------------------- | ----------------------- | ----------------------- | ----------------------- | ----------------------- | ----------------------- | -------------------------------------------------------------------------------------- | ------------------------------------------------------------------- | ----------------------- | ----------------------- |
| Stadler FLIRT           | 756                     |                         | TMU                     | 100                     | 161                     | 3                       | 7                                                                                      | Servicios desde Caerphilly/Coryton hasta Penarth                    | Desde 2020              | 2023                    |
| Stadler FLIRT           | 756                     | 4                       | TMU                     | 100                     | 161                     | 17                      | Servicios desde Rhymney hasta la isla de Barry/Bridgend a través del Vale of Glamorgan |                                                                     | Desde 2020              | 2023                    |
| Stadler FLIRT           | 756                     |                         |                         |                         |                         |                         |                                                                                        |                                                                     |                         |                         |
| Tren-tranvías           |                         |                         |                         |                         |                         |                         |                                                                                        |                                                                     |                         |                         |
| Stadler Citylink        | 398                     |                         | Tren-tranvía            | TBC                     | TBC                     | 3                       | 36                                                                                     | Servicios desde Cardiff hasta Treherbert, Aberdare y Merthyr Tydfil | Desde 2020              | 2024                    |

### Flota anterior
Entre septiembre de 2021 y noviembre de 2022, todos los trenes Clase 170s de dos vagones se transfirieron a East Midlands Railway. En mayo de 2023, Transport for Wales retiró del servicio todos sus Clase 769 después de ser reemplazados por unidades Clase 231. En junio de 2023, la primera de las unidades de la Clase 175 se retiró del servicio después de ser reemplazado por unidades de la Clase 197.
| Familia                      | Clase                      | Imagen                    | Tipo                      | Velocidad máxima          | Velocidad máxima          | Coches                    | Número                    | Rutas operadas                                                                                       | Demolición                | Construcción              | Notas                                           |
| Familia                      | Clase                      | Imagen                    | Tipo                      | mph                       | km/h                      | Coches                    | Número                    | Rutas operadas                                                                                       | Demolición                | Construcción              | Notas                                           |
|                              | Unidades diésel múltiples  | Unidades diésel múltiples | Unidades diésel múltiples | Unidades diésel múltiples | Unidades diésel múltiples | Unidades diésel múltiples | Unidades diésel múltiples | Unidades diésel múltiples                                                                            | Unidades diésel múltiples | Unidades diésel múltiples |                                                 |
| ---------------------------- | -------------------------- | ------------------------- | ------------------------- | ------------------------- | ------------------------- | ------------------------- | ------------------------- | --- | ------------------------- | ------------------------- | ----------------------------------------------- |
| Bombardier Turbostar         | 170/2                      |                           | DMU                       | 100                       | 161                       | 2                         | 4                         | - Línea de Maesteg - Ferrocarril de Ebbw Valley - Línea Principal de Gales del Sur                   | 2021-2022                 | 2002                      | Transferido al Ferrocarril del Este de Midlands |
| Bombardier Turbostar         | 170/2                      | 3                         | DMU                       | 100                       | 161                       | 5                         |                           | - Línea de Maesteg - Ferrocarril de Ebbw Valley - Línea Principal de Gales del Sur                   | 2021-2022                 | 2002                      | Transferido al Ferrocarril del Este de Midlands |
| Bombardier Turbostar         | 170/2                      |                           |                           |                           |                           |                           |                           | |                           |                           |                                                 |
| Alstom Coradia               | 175/0 & 175/1 Coradia 1000 |                           | DMU                       | 100                       | 161                       | 2                         | 3                         | Servicios regionales entre Gales del Norte, Gales del Sur y Gales del Oeste e Inglaterra             | 2023                      | 1999-2001                 | Almacenado                                      |
| Alstom Coradia               | 175/0 & 175/1 Coradia 1000 | 3                         | DMU                       | 100                       | 161                       | 2                         |                           | Servicios regionales entre Gales del Norte, Gales del Sur y Gales del Oeste e Inglaterra             | 2023                      | 1999-2001                 | Almacenado                                      |
| Alstom Coradia               | 175/0 & 175/1 Coradia 1000 |                           |                           |                           |                           |                           |                           | |                           |                           |                                                 |
| BR Segunda Generación (Mk 3) | 769/0 & 769/4 Flex         |                           | BMU                       | 100                       | 161                       | 4                         | 8                         | - Líneas de Valley (Línea de Rhymney y hacia el sur hasta Penarth vía la Línea de Vale of Glamorgan) | 2023                      | 2019-2020                 | Almacenado                                      |
| BR Segunda Generación (Mk 3) | 769/0 & 769/4 Flex         |                           |                           |                           |                           |                           |                           | |                           |                           |                                                 |